# Хартфорд, Джон
Джон Хартфорд — (имя при рождении — Джо́н Ко́уэн Ха́ртфорд, англ. John Cowan Hartford, 30 декабря, 1937 — 4 июня, 2001) — американский певец народной музыки и кантри, один из известнейших представителей жанра блюграсс. Музыкант стал широко известен после успеха сочинённой им в 1967 году баллады «Gentle On My Mind», приобретшей статус американского «поп-стандарта». Джон Хартфорд сотрудничал со множеством музыкальных ансамблей, и является одним из самых известных сольных исполнителей, владевшим игрой сразу на нескольких музыкальных инструментах: на гитаре, банджо, скрипке и мандолине.
В общей сложности, запись песни «Gentle On My Mind» сделало более чем 300 различных исполнителей. Наиболее известными из них являются записи таких исполнителей, как Элвис Пресли, Арета Франклин, Фрэнк Синатра, Хэнк Сноу, Вэйлон Дженнингс, Тэмми Винет, Дин Мартин и Патти Пейдж.

## Биография

### Ранние годы
Джон Хартфорд родился 30 декабря 1937 в Нью-Йорке, в семье Др. Карла и Мэри Хартфорд. Музыкант провёл своё детство в Сент-Луисе. В подростковые годы, находясь под сильным влиянием от блюграссовых банджо-исполнителей Билла Монро и Эрла Скраггса, Джон купил своё первое банджо за $2 и очень скоро добился неплохих результатов..
Его ранние проявления способностей к музыке начались с радиопередачи — «Grand Ole Opry», транслируемой в Нашвилле. В известной радиопередаче принимал участие любимый музыкант Джона — Эрл Скраггз (легендарный исполнитель, известный своей игрой на банджо тремя пальцами). Хартфорд отмечал, что, когда он впервые услышал игру Эрла Скраггза на банджо, это изменил его жизнь. В возрасте 13 лет, Хартфорд уже был профессиональным скрипачом и исполнителем игры на банджо, а вскоре научился играть на гитаре и мандолине. Хартфорд сформировал свою первую блюграсс-группу в то время как ещё учился в Средней школе Джона Берроуза (англ. John Burroughs School). Окончив школу, Джон поступил в Вашингтонский университет в Сент-Луисе, где проучился 4 года по программе прикладных искусств, а затем бросил учёбу, и целиком посвятил свою жизнь музыке. Несмотря на это, в 1960 году, он получил учёную степень. Музыкант целенаправленно погружал себя в атмосферу местной музыки, работая как диджей, играя в музыкальных группах, и иногда записывая синглы для местных лейблов. В 1965, музыкант переехал в Нашвилл — центр музыки кантри, и спустя год в 1966 году подписал контракт со студией «RCA Records», где выпустил свой дебютный альбом — Looks at Life в 1967.
В 1967 году музыкант выпускает свой второй альбом — Earthwords & Music, в который войдёт прославивший его имя хит — «Gentle On My Mind». Эта песня стала популярной в США и принесла Хартфорду успех вскоре после того, как вокалист-гитарист Глен Кэмпбелл сделал из неё хит в 1967 году. «Она купила мою свободу», — однажды сказал Джон о балладе «Gentle On My Mind».. В 1968 году музыкант получил две награды в номинациях «лучшая фолк-композиция» и «лучшая песня в стиле кантри-энд-вестерн» за свою балладу «Gentle On My Mind».. После выпуска песни «Gentle On My Mind», популярность Хартфорда стала быстро расти, и вскоре музыкант переехал на Западное побережье. С этого времени, музыкант стал постоянным гостем в программе «Smothers Brothers Comedy Hour». Успеха на «SmoBro» было достаточно для того, чтобы Джону предложили сыграть детектива в телевизионном сериале, причем роль была главной. Но музыкант отказался от предложения и вернулся в Нэшвилл для того чтобы целиком посвятить себя музыке. Хартфорд был также постоянным гостем в таких телевизионных шоу, как «The Glen Campbell Goodtime Hour» и «The Johnny Cash Show». «Его музыка и тексты непохожи на то, что я когда-нибудь слышал, — написал о Хартфорде в примечаниях к его дебютному альбому певец Джонни Кэш. — Он свой в доску человек, который говорит и поёт то, что он чувствует и переживает, он настоящая личность, потому что у него есть свой внутренний мир». .

### Блюграсс
В 1968—1970, Хартфорд записал четыре альбома, выпущенных под лейблом «RCA Records»: The Love Album, Housing Project, John Hartford, и Iron Mountain Depot. В 1971, он начал записываться на лейбле «Warner Bros. Records», где ему дали больше свободы делать записи в нетрадиционном музыкальном стиле. Хартфорд сформировал свою собственную группу (в которую вошли Вассар Клементс, Тут Тэйлор и Норман Блейк) и начал выступать сольно. Он сделал запись нескольких альбомов, определяющих музыкальный стиль его более поздней карьеры, включая альбомы Aereo-plain и Morning Bugle. О группе Хартфорда, Сэм Буш говорил: «Без Aereo-plain» (и бенда Aereo-Plain) не было бы newgrass музыки". 
После ухода с «RCA Records» музыкант выпускал свои альбомы на лейбле «Flying Fish Records», продолжая выступать с Джеймсом Тейлором, The Byrds и одним из своих кумиров Биллом Монро.. Хартфорд продолжал экспериментировать с нетрадиционной страной и блюграссом, в которых участвовали и другие исполнители кантри (такие, как Сэм Буш). В этот период были выпущены два альбома (1977 и 1980 гг.), записанные совместно с Дугом и Родни Диллардом из группы The Dillards и Сэмом Бушем). Сессии включали в себя работу над такими песнями, как «Boogie On Reggae Woman» и «Yakety Yak». Спустя десятилетие, в 1977 году, музыкант получил вторую премию Грэмми в номинации «лучшее этно- или традиционная запись» за альбом «Mark Twang»..
На протяжении всей своей музыкальной карьеры, Хартфорд работал на многих лейблах. В 1991 музыкант создал собственную звукозаписывающую студию — «Small Dog a’Barkin' label». В 1990-х Хартфорд снова начал записываться на лейбле «Rounder Records», где он записал многие известные песни, многие из которых воплотили в себе более ранние формы кантри. Среди них альбом 1999 года — Retrograss, записанный совместно с Майком Сигером и Дэвидом Грисменом. Репертуар музыкантов включал такие песни, как «(Sittin' on) the Dock of the Bay» (сингл Отиса Реддинга), «Maybellene» (сингл Чака Берри), «When I'm Sixty-Four» (песня The Beatles) и «Maggie's Farm» (сингл Боба Дилана).
Песни музыканта включены в саундтрек к фильму «О, где же ты, брат?», за которые музыкант удостоился премии Грэмми. В 2001 году Хартфорд начал свой заключительный тур Down from the Mountain. Выступая в Техасе в апреле того же года, музыкант почувствовал, что руки перестают его слушаться — результат многолетней борьбы с раковым заболеванием. Карьера музыканта подошла к концу.
Хотя Хартфорд считают одним из представителей блюграсс-движения, музыкант всегда оставался глубоко предан традиционной музыке. Его группа и последние записанные альбомы отразили любовь музыканта к раннему блюграссу и к музыке прошлых лет. Дихотомия — одна из самых привлекательных особенностей музыки Хартфорда в то время как музыкант находился на границах расширения традиционной музыки, он оставался неразрывно связан с корнями американской народной музыки.

### Работа напароходах
Культура реки Миссисипи и её пароходов очаровывала Хартфорда с раннего возраста. «Я всегда любил лодки, и я всегда любил реку». «Когда я учился в пятом классе, у меня был школьный учитель, который был фанатиком пароходов. В 1947 году старый пароход „Беркут“ (англ. The Golden Eagle) разбился в Иллинойсе. Учителю удалось купить ходовую рубку и отбуксировать её на планшетном грузовике. Пароход поместили в наш школьный двор, и тогда это произвело на меня огромное впечатление.» 
Любовь Джона Хартфорда к рекам и речным судам, зародившаяся ещё в детстве сохранилась до конца жизни музыканта. Когда музыкант начинал говорить об этом, его разговор становился медленным и ритмичным. «Фактически, моим первым выбором профессии не должна была быть музыка — я должен был стать лоцманом парохода». Вокруг не было много пароходов, но мне удавалась плавать на некоторых из них". Я хотел работать на пароходах, но мною овладевала музыка. Музыка всегда была рядом, и я не мог помочь себе… Я помню, как я ходил работать на реку летом, и всегда брал с собой банджо, и музыка отвлекала меня".
Музыкант активно совмещал работу на реке с музыкой.
В 1970-х, Джон Хартфорд получил лицензию на управление пароходом. Музыкант долгие годы работал на пароходе «Julia Belle Swain», управлял буксиром на реках Миссисипи, Иллинойса, и реках штата Теннесси. В истории парохода «Julia Belle Swain» имени музыканта присваивают прославление знаменитого парохода в 1970-е годы, когда музыкант посвящал многочисленное количество своих песен любимому пароходу.
Джон работал матросом на Линии Баржи Долины Миссисипи (англ. The Mississippi Valley Barge Line) и в Среднезападной Буксирной Компании (англ. Midwest Towing Company), буксируя уголь на лодки. «Мы размещали уголь вверху и внизу по реке Иллинойса между Сент-Луисом и Ламонт, и обслуживали доки погрузки угля по реке Иллинойса», — вспоминал музыкант. Мы буксировали уголь между Честером, Иллинойсом и Сент-Полом, штатом Миннесота к верхней реке Миссисипи.
В поздний годы жизни, музыкант возвращался к реке каждое лето. «Работа лоцмана — это безвозмездный труд», — говорил музыкант. Дом музыканта в Мадисон, штат Теннесси расположен на изгибе реки Камберленд и построен по проекту, символизирующем палубу парохода.
Известный скрипач и исполнитель банджо, Джон Хартфорд стал инновационным голосом в истории кантри-музыки и волнующим напоминанием об исчезнувшей эре. Наряду с его собственными составами, таким как «Долгие жаркие летние дни и объединение Кентукки» (англ. Long Hot Summer Days and Kentucky Pool), Хартфорд исполнял старые речные песни. Музыкант мог часами рассказывать о пароходах или демонстрировать звонки, которые самый известный хроникёр реки принимал за имя «Марка Твена» (или «две морских сажени»). Музыкант также является автором детской книги — «Пароход в кукурузном поле» (англ. Steamboat in a Cornfield), в которой описывается история парохода Вирджиния на реке Огайо. Книга была выпущена в октябре 1986 года.

### Поздние годы
С 1980-х, Хартфорд боролся с раковым заболеванием лимфатической системы — неходжкинской лимфомой. 4 июня 2001 года музыкант умер в больнице «Centennial Medical Center» в Нашвилле (штат Теннесси, США) в возрасте 63 лет..
Незадолго до своей смерти, Хартфорд работал над биографией известного скрипача Эда Хейли. Музыкальный альбом Джона Хартфорда The Speed of the Old Long Bow (1998) — это трибьют-альбом на песни Хейли. Хартфорд также написал несколько дикторских текстов для документальных фильмов Кена Бёрнса.
Именем Джона Хартфорда названа одна из звёзд на Аллее Славы Сент-Луиса.
За творческий вклад в музыку, Джону Хартфорду присвоена посмертная награда «Ассоциацией Американской Музыки» в сентябре 2005 года.

## Вклад
Джон Хартфорд известен, как американский музыкант широкого профиля, выпустившего при жизни более 30 музыкальных альбомов. Широкий спектр музыкальных стилей, в которых работал музыкант берёт своё начало от традиционной музыки (ранние записи которой певец записал на студии «RCA Records») до нового и экспериментального звука newgrass. В поздние годы своей карьеры, музыкант всё чаще возвращался к исполнению традиционной народной музыки.
Альбомы Aereo-plain (1971) и Morning Bugle (1972) принято считать одними из самых успешных работ Хартфорда. Эти альбомы ознаменовали время, когда артисты, такие, как Хартфорд и Сэм Буш, солист группы New Grass Revival, создавали новую форму кантри-музыки. В дальнейшие годы, музыкант включал в свой репертуар старые народные песни, а также выпускал «живые» альбомы.
Хартфорд самостоятельно разрабатывал рисунки для конвертов с пластинками, выпускавшихся в середине его карьеры (см. обложку альбома Mark Twang). Уникальной особенностью в художественной работе музыканта было то, что он мог делать рисунки обеими руками одновременно.
Джона Хартфорда помнят как влиятельного и новаторского исполнителя. Музыкант не ограничивался работой лишь в одном музыкальном жанре. Артист продолжал работать над записью новых песен до тех пор пока болезнь окончательно не захватила его. Уникальность его исполнения глубоко ценится и сегодня, а имя музыканта уже вошло в историю американской музыки.
В 1988 году, группа «Кукуруза» записала римейк песни With a Vamp In the Middle с альбома 1971 года — Aereo-plain. Автор русского текста — Андрей Шепелёв. Песня «Старенькая Скрипка» стала одним из наиболее известных хитов группы «Кукуруза».

## Дискография
- 1967 Looks at Life
- 1967 Earthwords & Music
- 1968 The Love Album
- 1968 Housing Project
- 1968 Gentle On My Mind
- 1969 John Hartford
- 1970 Iron Mountain Depot
- 1971 Aereo-Plain
- 1972 Morning Bugle
- 1976 Nobody Knows What You Do
- 1976 Mark Twang
- 1977 Dillard-Hartford-Dillard
- 1977 All In The Name Of Love
- 1978 Headin' Down Into The Mystery Below
- 1979 Slumberin' On The Cumberland
- 1980 You And Me At Home
- 1980 Permanent Wave
- 1981 Catalogue
- 1984 Gum Tree Canoe
- 1987 Clements, Hartford, Holland
- 1987 Annual Waltz
- 1987 Me Oh My, How the Time Does Fly
- 1989 Down on the River
- 1991 Hartford and Hartford
- 1991 Cadillac Rag
- 1992 Goin' Back to Dixie
- 1994 The Walls We Bounce Off Of
- 1994 Old Sport
- 1994 Live at College Station PA
- 1995 The Fun of Open Discussion
- 1996 No End of Love
- 1996 Wild Hog In The Red Brush
- 1998 The Bullies Have All Gone to Rest
- 1998 The Speed of the Old Long Bow
- 1999 Retrograss
- 1999 Good Old Boys
- 2000 Live from Mountain Stage
- 2001 Hamilton Ironworks
- 2002 Steam Powered Aereo-Takes